# SUU-7 kasetni dispenzer
SUU-7 je kasetni dispenzer (lanser) američke proizvodnje i koji je namenjen za nošenje i izbacivanje bombica tipa: "ANANAS" (BLU-3/A), BLU-3/B i BLU-4 A/B i ima oblik cilindra na čijem prednjem delu se nalazi aerodinamička kapa, a na zadnjem konus sa otvorima za izlazak bombi. To je u stvari saćasti lanser za izbacivanje kasetnih bombica. Ovo oružje razvijeno je u SAD za potrebe američkog ratnog vazduhoplovstva i stalnog je (neodbacivog) tipa.

## Opis[1]
U kaseti (lanseru) može biti 8, 12 ili 18 uzdužnih cevi prečnika 70 mm sa opremljenim ležištima za smeštaj bombica. Izbacivanje bombica iz ležišta vrši se delovanjem vazdušnih struja koje ulaze kroz prednju aerodinamičku kapu i kroz uređaje za izbacivanje bombica. U svaku cev kasete može se smestiti od 18-25 bombica BLU-3/A, a vreme njihovog izbacivanja iz jedne cevi je 0,8 sek.
Pri upotrebi kaseta SUU-7 za nošenje bombica BLU-3/A, odbacivanje se vrši u penjujućem letu, pri brzini aviona iznad 830 km/h i sa visina iznad 1000 m.
Pri ovim uslovima površina udara serije bombica izbačenih iz jedne kasete ima oblik elipse sledećih dimenzija:
- - prečnik velike ose 300–500 m i
- - prečnik male ose oko 200 m

## BLU-3/A ANANAS[3]
Rasprskavajuća bombica tipa ANANAS sa zvaničnom oznakom BLU-3/A razvijena je u SAD. Namenjena je za uništavanje žive sile i onesposobljavanje neoklopljene tehnike. Bombica ima cilindrični oblik sa pljosnatim vrhom i zaobljenim dnom, na koji je pričvršćen stabilizator. Stabilizator se sastoji od šest čvrstih simetrično raspoređenih peraja koja se sklapaju, poređanih po obodu cilindričnog prstena.
Ukupna masa bombice iznosi 800 g, od čega na eksplozivno punjenje otpada 150 g. Prečnik bombice iznosi 65 mm, a visina 83 mm. Telo bombice sadrži 250 čeličnih kuglica, mase 1 g.
Bombica tipa BLU-3/A sastoji se iz sledećih elemenata:
1. tela bombice,
2. eksplozivnog punjenja,
3. detonatorskog punjenja,
4. upaljača,
5. osigurača peraja stabilizatora i
6. stabilizatora

1). Telo bombice spaja sve elemente u jednu celinu, a urađeno je tako da se u prednjem delu uvija upaljač a u zadnjem stabilizator bombice. Napravljeno je od legure antimona u kojem je raspoređeno 250 čeličnih kuglica.
Prečnik kuglice iznosi 5,6 mm, koje zajedno sa parčadima tela bombice čine udarni element bombice.
2). Eksplozivno punjenje predstavlja smešu heksogena (70%) i trotila (30%), koja nosi naziv ciklotoluol.
3). Detonatorsko punjenje namenjeno je za iniciranje dejstva eksplozivnog punjenja. Inicira se pomoću inicijalne kapisle upaljača, posle udara bombice u cilj.
4). Upaljač bombice BLU-3/A služi za izazivanje eksplozije bombice pri udaru o pregradu. Reakcionog je tipa i sastoji se iz sledećih delova:
- - tela upaljača,
- - udarnika sa udarnom iglom,
- - osiguravajuće opruge,
- - nosača inicijalne kapisle sa oprugom i inicijalne kapisle.

Armiranje upaljača vrši se 5 sek posle izlaska bombice iz kasete, na taj način što posle skidanja prstenastog osigurača peraja stabilizatora, osiguravajuća opruga potiskuje udarnik unapred, čime udarnik oslobađa nosač inicijalne kapisle ispred udarne igle. Ovim je upaljač spreman za dejstvo. Padom bombice sabija se osiguravajuća opruga, udarnik udara po inicijalnoj kapisli, aktivira istu a ova detonatorsko punjenje
5). Osigurač peraja stabilizatora namenjen je da drži peraja stabilizatora u sklopljeni položaj čime se ujedno upaljač bombice nalazi u osiguranom položaju. Skidanjem osigurača oslobađaju se peraja stabilizatora. Osigurač je prstenastog oblika i odbacuje se posle izlaska bombice iz kasete.
6). Stabilizator ima za cilj da okrene bombicu u pravilan položaj posle izlaska iz kasete i obezbedi pad iste na upaljač. Sastoji se iz šest peraja pričvršćenih za gornji deo bombe. Svako od peraja ima oprugu koja ga pokreće iz sabijenog u radni (uspravni) položaj. Pokretanje peraja iz sabijenog u radni položaj vrši se oko osovine svakog peraja i to tek kada se skine osigurač peraja stabilizatora. Peraja stabilizatora profilisanog su oblika tako da kada su u sabijenom položaju imaju funkciju da drže upaljač bombice u osiguranom, odnosno nearmiranom položaju.

### Dejstvo bombice BLU-3/A[3]
Kada je bombica izbačena iz kasete ona svojim stabilizatorom ide unapred. Pri kretanju bombice na putanji vazdušna struja skida osigurač peraja stabilizatora i peraja stabilizatora pod dejstvom svojih opruga se otvaraju. Pod dejstvom stabilizirajućeg obrtnog momenta bombica se okreće sa vrhom prema zemlji, čime dolazi u položaj da upaljač bude okrenut u pravcu udara bombice. U prednjem delu bombice smešten je upaljač koji pri udaru bombice u pregradu izaziva dejstvo iste.
Ono što je utvrđeno za bombice tipa BLU-3/A jeste da veliki broj istih ne eksplodira kad padne na meki teren, rastinje ili pod malim uglom. Površina udara bombice ima oblik levka poluprečnika 35 m pri čemu kuglice i parčad bombice lete iznad površine na visini od nekoliko metara. Kod eksplozije bombica BLU-3/A kinetička energija udara kuglice je znatna s obzirom na veliku brzinu iste i masu materijala. U slučaju da kuglica udari čoveka ne oštećuje samo spoljne delove tela, već i druge organe. Tako na udaljenosti do 5 m probija i lomi kosti glave i grudnog koša. Na udaljenosti od 20–25 m probija meko tkivo i organe po celoj dužini tela.

## Kasetna bombica BLU-3/B[3]
Pored prve generacije bombica BLU-3/A, razvijene su i bombice (subprojektili) čiji su domet i efikasnost umnogome povećani u odnosu na BLU-3/A. To su pre svega bombice BLU-3/B i BLU-4 A/B iz porodice BLU (Bomb Live Unit).
Bombica BLU-3/B je namenjena za dejstvo protiv žive sile i nezaštićenih vozila. Sastoji se od cilindričnog kućišta prečnika 75 mm i visine 95 mm. Masa bombice je 790 g. Kada se bombica izbaci iz kasete, usled dejstva vazdušnog pritiska dolazi do odvajanja pločastog osigurača i prstena, nakon čega se otvaraju krilca koja koče i stabilizuju bombicu pri padu. Kada se bombica aktivira, fragmenti čelične kuglice se razleću velikom početnom brzinom.

## Kasetna bombica BLU-4 A/B
Bombica BLU-4 A/B je po obliku i načinu stabilisanja pri padu slična BLU-3/B. Prečnik bombice je 70 mm, visina 130 mm, a masa 800 g.
Bombica BLU-4 A/B ima izbacno punjenje (da bombica odskoči pre eksplozije). Kada padne na zemlju, aktivira se izbacno punjenje kojim se prema gore odbacuje eksplozivno telo sfernog oblika. Ovo telo je vezano za kućište bombice kanapom dužine 30 mm i kada se ovaj zategne, rasprskava se fragmentaciona obloga. Na ovaj način podstiče se maksimalno iskorištenje ubojnih kuglica tela bombice.

## Spoljašnje veze
- (језик: енглески) Ovde u tabeli na strani 131 se vidi da je to Američka kasetna i koji dispenzer nosi koju podmuniciju Архивирано на веб-сајту  (29. март 2020)
- (језик: немачки) Opis kasetne bombice BLU-3 Pineapple
- (језик: енглески) Slika dispenzera SUU-7 i kratak opis
- (језик: енглески) Slika dispenzera i TT podaci